# Eburopone wroughtoni
Eburopone wroughtoni (лат.) — вид муравьёв рода Eburopone из подсемейства Dorylinae.

## Распространение
Южная Африка (Зимбабве, ЮАР).

## Описание
Мелкие муравьи (менее 5 мм) коричневого цвета, мономорфные. Усики рабочих и самок 12-члениковые (у самцов 13). Глаза есть или отсутствуют. Оцеллии отсутствуют. Нижнечелюстные щупики рабочих 2-члениковые, нижнегубные щупики состоят из 2 сегментов (у самцов 4-3 и 3-2). Средние и задние голени с одной гребенчатой шпорой, задние претарзальные коготки простые. От сходных дорилиновых муравьёв отличается уникальными беловатыми отметинами кутикулы (предположительно железистой функции) на заднем крае IV абдоминального стернита рабочих, узким хельциумом (расположенным на середине сегмента), низкорасположенным проподеальным дыхальцем, а также наличием проното-мезоплеврального шва. 

## Систематика
Вид Eburopone wroughtoni был впервые описан в 1910 году в составе рода Cerapachys под первоначальным названием Cerapachys wroughtoni Forel, 1910. В 2016 выделен в отдельный монотипический род Eburopone в ходе ревизии 
всех кочевых муравьёв, проведённой американским мирмекологом Мареком Боровицем (Marek L. Borowiec, Department of Entomology and Nematology, One Shields Avenue, Калифорнийский университет в Дейвисе, Дейвис, штат Калифорния, США). Первоначально вид входил в состав подсемейства Cerapachyinae. В 2014 году было предложено (Brady et al.) включить его и все дориломорфные роды и подсемейства (Aenictinae, Aenictogitoninae, Cerapachyinae, Ecitoninae и Leptanilloidinae) в состав расширенного подсемейства Dorylinae.

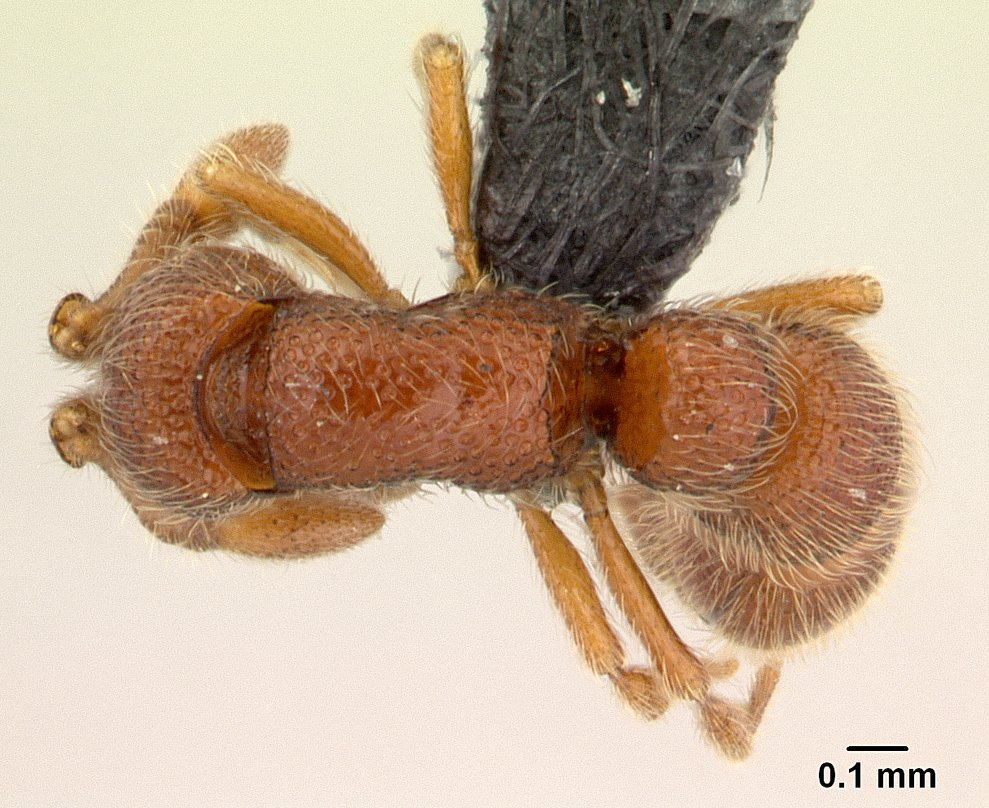
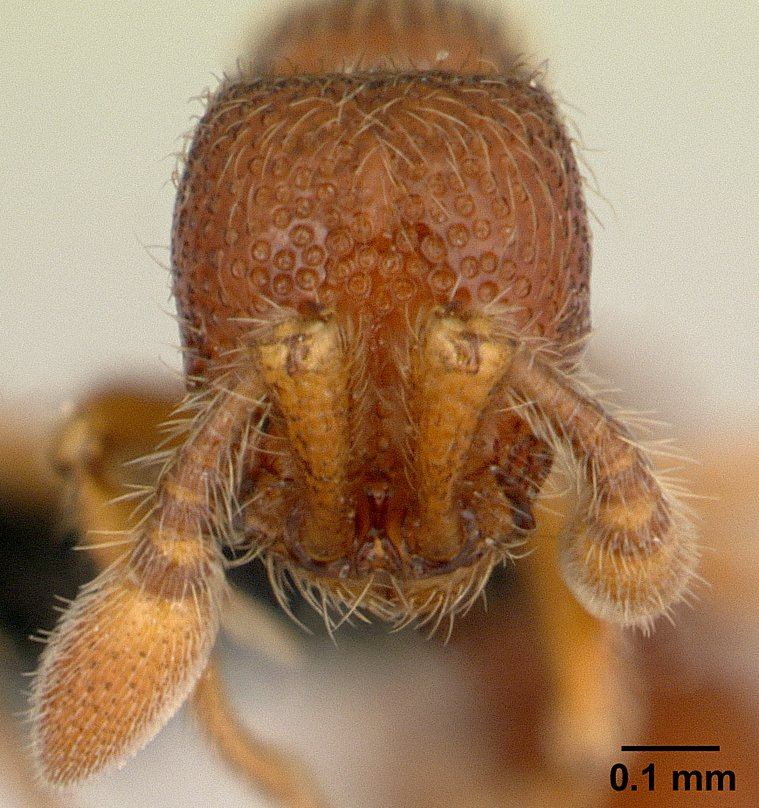
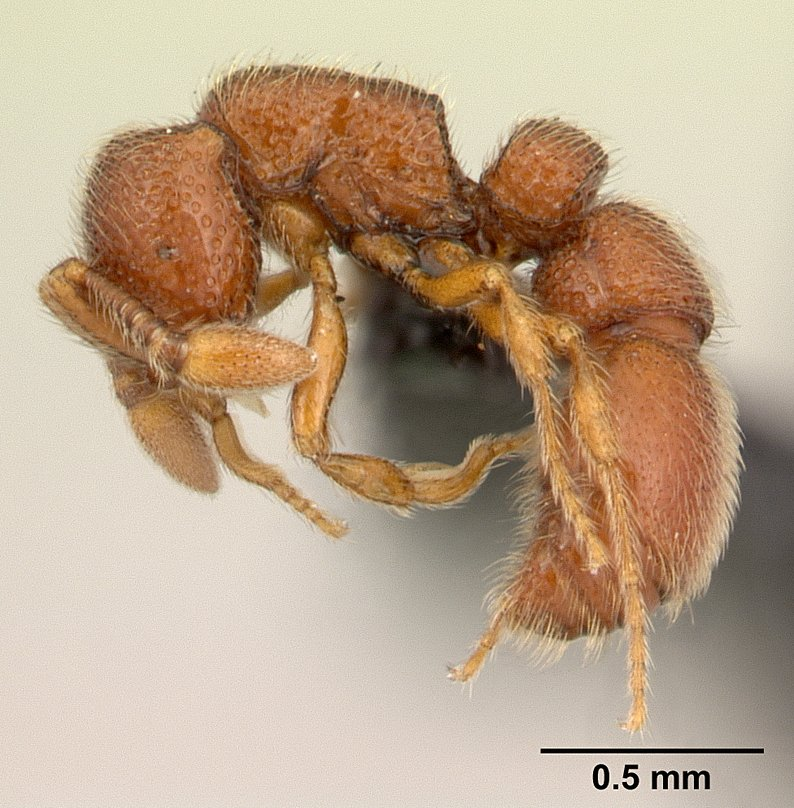
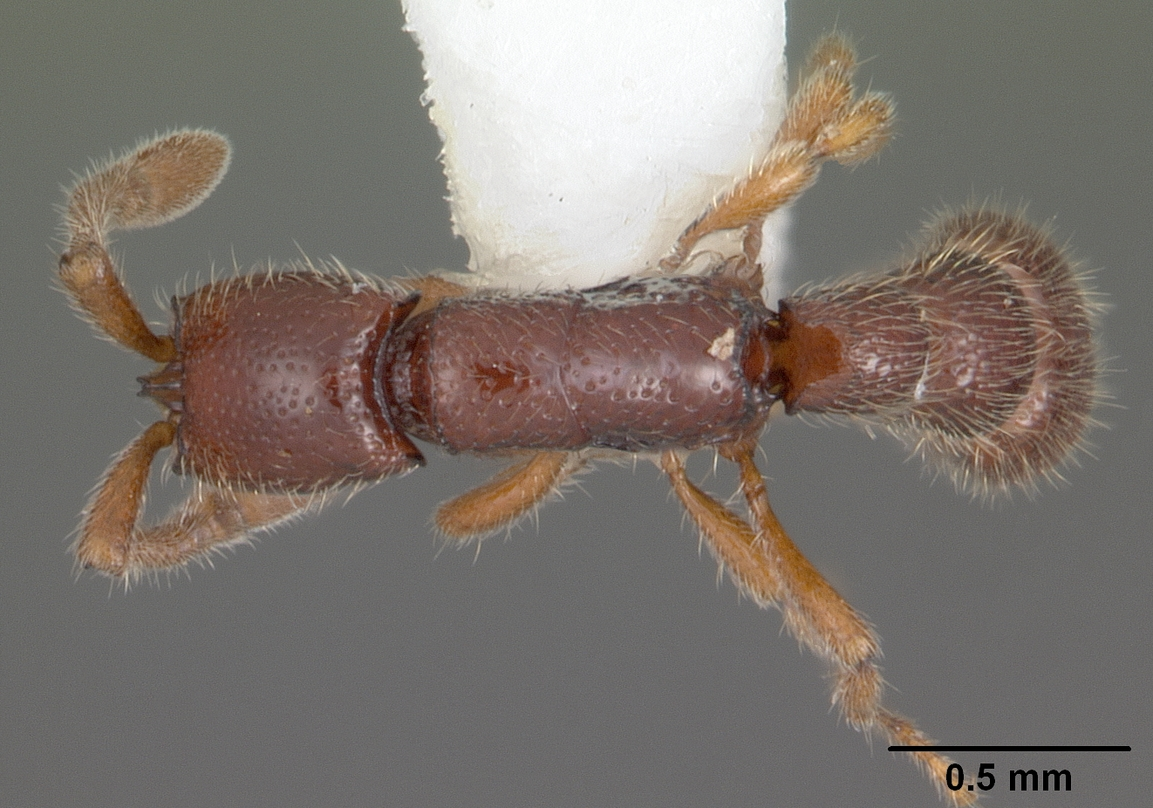
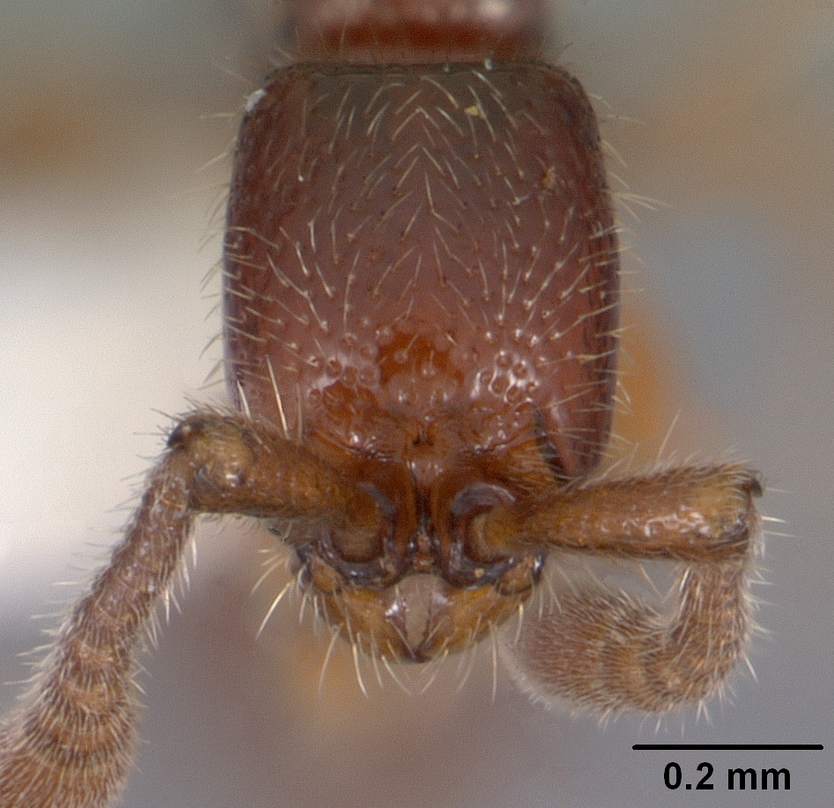